# 内藤哲雄
内藤 哲雄（ないとう てつお、1948年3月 - ）は、日本の心理学者。信州大学名誉教授。
専門は、社会心理学・臨床心理学でPAC分析の研究者で臨床心理士でもある。現在の心理学研究や研究者に対して、やや辛辣とも言える批評をすることでも知られている。

## 略歴
- 山口県下関市生まれ。
- 1974年 - 早稲田大学第一文学部卒業
- 1976年 - 早稲田大学大学院文学研究科修士課程修了
- 1981年 - 早稲田大学大学院文学研究科博士課程後期単位取得退学
- 1981年 - 日本学術振興会奨励研究員
- 1984年 - 信州大学医療技術短期大学部講師(心理学、臨床心理学担当)
- 1986年 - 信州大学医療技術短期大学部助教授
- 1991年 - 信州大学人文学部助教授(社会心理学担当)
- 1992年 - 信州大学人文学部教授
- 1997年 - 博士(人間科学)　早稲田大学にて取得。
- 1997年 - カリフォルニア大学アーバイン校(UCI)客員研究員。
- 2009年 - 信州大学人文学部教授、信州大学留学生センター長(併任)。

## 主な著書
- 1988年 人と人とのかかわりとしての教育心理学(共編著) 福村出版 ISBN 978-4571220241
- 1995年 社会集団の再発見:自己カテゴリー化理論(共訳) 誠信書房 ISBN 978-4414302806
- 1997年 PAC分析実施入門:「個」を科学する新技法への招待 ナカニシヤ出版 ISBN 978-4888483735
- 2001年 心理臨床家のための「事例研究」の進め方 北大路書房 ISBN 978-4762822278
- 2001年 無意図的模倣の発達社会心理学―同化行動の理論と実証研究 ナカニシヤ出版 ISBN 978-4888486385
- 2008年 PAC分析研究・実践集〈1〉ナカニシヤ出版 ISBN 978-4779502248

## 所属学会
- 日本心理学会
- 日本応用心理学会
- 日本教育心理学会
- 日本社会心理学会
- 日本グループダイナミックス学会

## 受賞学術賞
- 2000年 PAC分析の研究により日本応用心理学会賞を受賞。